# Вихър Кискинов
Вихър Кискинов е доктор на юридическите науки, професор по теория на държавата и правото (правна информатика) в Софийския университет „Св. Климент Охридски“. Чете лекции по Правна информатика и Информационно право. Автор е на монографиите „Систематика на правната информатика“ (1991, 1994, 2003), „Правна информатика“ (1991, 1994, 2002, 2008, 2012), „Електронно правителство“ (2003), „Българско и европейско информационно право (сравнителен анализ)“ (2005), „Правната система. Част I. Онтология и методология“, първо издание (2006), второ издание (2019), , „Правната система. Част II. Състав и действие“, (2019).
Под псевдонима Харвий е автор на сборника с басни „В паяжината“ (2017).